# Donje Ravno
Donje Ravno je naseljeno mjesto u općini Kupres, Federacija Bosne i Hercegovine, BiH.

## Stanovništvo

### 1991.
Nacionalni sastav stanovništva 1991. godine, bio je sljedeći:
ukupno: 252
- Srbi - 176 (69,84%)
- Muslimani - 76 (30,16%)

### 2013.
Nacionalni sastav stanovništva 2013. godine, bio je sljedeći:
ukupno: 73
- Srbi - 43 (58,90%)
- Bošnjaci - 30 (41,10%)

## Vanjske poveznice
- maplandia.com: Donje Ravno[neaktivna poveznica]